# Elisi Vunipola
Pour les articles homonymes, voir Vunipola.
Pas d'image ? Cliquez ici

a Compétitions nationales et continentales officielles uniquement.

b Matchs officiels uniquement.
Dernière mise à jour le 8 février 2019.
Elisi Vunipola, est né le 5 juin 1972 à Nuku'alofa (Tonga). C’est un ancien joueur de rugby à XV international tongien entre 1990 et 2005, ayant évolué au poste de demi d'ouverture (1,72 m pour 90 kg).

## Biographie
Il est le frère du demi de mêlée international tongien Manu Vunipola, ainsi que du talonneur Fe'ao Vunipola, lui aussi international tongien. Il est également l'oncle des fils de Fe'ao, les internationaux anglais Billy et Mako Vunipola.

## Carrière

### En club
- Brumbies  Australie
- Sanyo Wild Knights  Japon
- Bay of Plenty  Nouvelle-Zélande
- Caerphilly RFC  Pays de Galles

### En équipe nationale
Elisi Vunipola a eu sa première cape internationale le 24 mars 1990 à l’occasion d’un match contre l'équipe des Fidji, et sa dernière le 19 novembre 2005 contre l'équipe des Samoa. 
Il a participé aux coupes du monde 1995 (3 matchs) et 1999 (3 matchs).

## Palmarès
- 41 sélections avec les Tonga.
- 50 points (8 essais, 2 pénalités, 2 transformations).
- Sélections par année : 2 en 1990, 5 en 1993, 2 en 1994, 4 en 1995, 3 en 1996, 10 en 1999, 6 en 2000, 5 en 2001, 2 en 2004 et 1 en 2005
- Participation à la coupe du monde en 1995 et 1999.